# Arnold Badjou
Arnold Jules Elie Badjou (Laeken, 25 giugno 1909 – Laeken, 17 settembre 1994) è stato un calciatore belga.

## Carriera
Badjou giocò per tutta la sua carriera con il Daring Club de Bruxelles nel ruolo di portiere.
Con la Nazionale belga, disputò i tre Campionati mondiali del periodo interbellico.

## Palmarès

### Club
- Campionato belga: 2

DC Bruxelles: 1936, 1937
- Coppa del Belgio: 1

DC Bruxelles: 1935